# José Barbosa Gonçalves
José Barbosa Gonçalves (Jaguarão, 1860 — Recife, 1940) foi um engenheiro, professor e político brasileiro.

## Família e Formação
José Barbosa Gonçalves nasceu na cidade de Jaguarão, no Rio Grande do Sul, em 1860, filho de Antônio Gonçalves da Silva e de Maria da Conceição Barbosa Gonçalves. Seu avô paterno era Manuel Gonçalves, irmão de Bento Gonçalves da Silva; na mesma linhagem, descendia de Jerônimo de Ornelas. Já pelo lado materno, descendia do português Dionísio Rodrigues Mendes. 
Seus estudos iniciais foram em Porto Alegre, de onde seguiu para a Escola Politécnica do Rio de Janeiro, formando-se nesta engenheiro em 1887. Fez partes de diversos projetos ferroviários no estado natal, no Rio de Janeiro, em São Paulo e Minas Gerais; entre os projetos, encontrava-se a organização da Companhia Ferro Carril e Cais de Pelotas. Também foi professor da Escola Agrônoma e Veterinária do Rio Grande do Sul.

## Carreira Política

### Governo Júlio de Castilhos
Notável republicano, José Gonçalves foi um dos fundadores do Clube Republicano 20 de Setembro, de Pelotas. Mais tarde, aderiu ao Partido Republicano Rio-Grandense, ainda no Império. Após a proclamação da República, serviu no governo de 1891 de Júlio de Castilhos como Diretor de Viação do Rio Grande do Sul; depois, foi nomeado chefe de tráfego e de locomoção da Estrada de Ferro de Porto Alegre a Uruguaiana, e chefe da Comissão de Colonização.

### Governo Borges de Medeiros
Com a queda de Castilhos, deixou seus cargos, mas logo ascendeu à intendência de Pelotas em 1892. Em 1898, foi nomeado, pelo presidente estadual Borges de Medeiros, secretário da Fazenda, exercendo o cargo até 1902. Após deixar a pasta, foi nomeado secretário do Interior e secretário interino da Fazenda — períodos provisórios —, fixando-se na secretaria de Obras Públicas em 1903, cargo que exerceu até 1907.

### Ministro da Viação e Obras Públicas
Com a posse de seu irmão, Carlos Barbosa Gonçalves, no governo estadual, deixou a administração pública. Em 1908, porém, fora eleito intendente de Pelotas. Em 1912, retornou ao cargo, renunciando em 26 de fevereiro do mesmo ano, quando fora nomeado, pelo presidente e marechal Hermes da Fonseca, ministro da viação e obras públicas. Largou o ministério em 15 de novembro de 1914.

### Deputado Federal
Em 1916, elegeu-se, pelo PRR e pelo Rio Grande do Sul, para completar a 30ª Legislatura da Câmara dos Deputados, de 1915 a 1917, no lugar de Soares dos Santos, eleito senador. Reelegeu-se para as 31ª, de 1918 a 1920, 32ª, de 1921 a 1923, 33ª, de 1924 a 1926, 34ª, de 1927 a 1929, e 35ª, interrompida pela Revolução de 1930, legislaturas. Durante a Era Vargas, assumiu, diversas vezes, a liderança da bancada do PRR.
Faleceu na cidade de Recife, em Pernambuco, no ano de 1940.